# 科洛诺达勒
1°59′S 121°20′E / 1.983°S 121.333°E
科洛诺达勒（Kolonodale）是印度尼西亚中苏拉威西省的一个城镇，是北莫罗瓦利县的主要城镇和县治所在，位于托罗湾以西。2010年统计，科洛诺达勒所在的佩塔西亚区（Kecamatan Petasia）共有33,705人。
科洛诺达勒原是莫罗瓦利县的县治，2004年莫罗瓦利县的县治迁到东南的邦库。2013年4月12日，莫罗瓦利县北部7个区分出成立北莫罗瓦利县，科洛诺达勒再次成为县治。

## 资料来源
1. ↑  Biro Pusat Statistik, Jakarta, 2011.
2. ↑   (PDF). OAPEN.   [2 October 2016]. （原始内容存档于2018-07-20）.
3. ↑  . Sindo News.   [2 October 2016]. （原始内容存档于2014年3月25日） （印度尼西亚语）.